# 紅唇美洲鱥
紅唇美洲鱥（學名：Notropis chiliticus），為輻鰭魚綱鯉形目雅羅魚科的其中一種，分布於北美洲美國維吉尼亞州吉北卡羅萊納州Dan及Peedee河流域，本魚呈長橢圓形且側扁，眼大、口近下位，本魚最大特徵在嘴唇、背鰭、臀鰭及尾鰭為鮮紅色，上顎骨延伸超出眼眶前緣，前上顎骨與瞳孔中部相對，約有34-37枚側線鱗片，背鰭基部和側線之間有七排鱗片，側線強烈彎曲，上緣有一條細細的金色帶，從頭部延伸到尾部有散布著黑色斑點，成熟的雄魚在繁殖季節體色變得非常鮮豔，眼睛和下腹部呈現猩紅色，而頭部則變成明亮的金黃色，魚鰭也變成明亮的金黃色，嘴唇的紅色在此期間似乎更加明顯，體長可達7.2公分，棲息在水質清澈、岩石底質且流動的溪流，生活習性不明。